# Ruta 18 (Uruguay)
La ruta 18 es una de las rutas nacionales de Uruguay. La mayor parte de su trazado se encuentra en el departamento de Treinta y Tres y el tramo restante se ubica en el departamento de Cerro Largo.
Por ley 16448 del 15 de diciembre de 1993 se designó al tramo de esta carretera comprendido entre la ruta 17 y la ciudad de Vergara con el nombre de Ricardo Ferrés.

## Recorrido
Esta carretera tiene una longitud de 103 km numerados del 300 al 403. Comienza en la ruta 17, 10 km al noreste de la ciudad de Treinta y Tres y finaliza en la ruta 26, 7 km al noroeste de la ciudad de Río Branco.
La orografía y el tipo de suelo de la zona que recorre la carretera son propicios para el cultivo del arroz, por lo que los arrozales son paisajes característicos a lo largo de la ruta.
Detalle del recorrido según el kilometraje:
- km 300.000: extremo suroeste, empalme con ruta 17.
  - Oeste: a Treinta y Tres y ruta 8.
  - Este: a La Charqueada.
- km 319.000: acceso a Mendizábal.
- km 340.500: acceso sur a Vergara.
- km 342.000: acceso principal a Vergara.
- km 342.600: arroyo Parao.
- km 345.500: acceso norte a Vergara y empalme con ruta 91 a La Charqueada.
- km 358.000: Rincón.
- km 370.100: río Tacuarí.
- km 371.500: acceso sur a Plácido Rosas.
- km 373.500: acceso norte a Plácido Rosas.

+ km 391.500: acceso a Getulio Vargas.
- km 403.000: extremo noreste, empalme con ruta 26.
  - Noroeste: a Melo
  - Sureste: a Río Branco, frontera con Brasil, conexión con la carretera brasileña BR-116.

## Localidades que atraviesa
- Mendizábal
- Vergara
- Rincón
- Plácido Rosas

## Características
Estado y tipo de construcción de la carretera según el tramo 
| Tramo                    | Tipo de Red            | Tipo de Construcción | Estado    |
| ------------------------ | ---------------------- | -------------------- | --------- |
| Ruta 17 - Mendizábal     | Corredor Internacional | Carpeta asfáltica    | Muy bueno |
| Mendizábal - Río Tacuarí | Corredor Internacional | Carpeta asfáltica    | Bueno     |
| Río Tacuarí - Ruta 26    | Corredor Internacional | Carpeta asfáltica    | Muy bueno |